# Linum heterostylum
Linum heterostylum är en linväxtart som beskrevs av C.M. Rogers. Linum heterostylum ingår i släktet linsläktet, och familjen linväxter. Inga underarter finns listade i Catalogue of Life.